# محاصره نصیبین (۵۷۳)
محاصره نصیبین در سال ۵۷۳ میلادی در هنگامی که روم شرقی (بیزانس) به رهبری ژوستین دوم شهر ساسانی نصیبین را محاصره کرد، رخ داد. ساسانیان با موفقیت از شهر دفاع کردند و رومیان را شکست دادند.